# 켈레고름

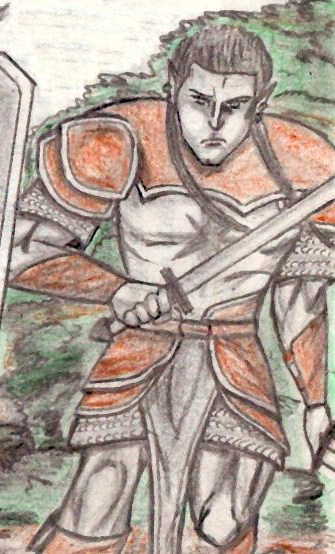

켈레고름(Celegorm)은 《실마릴리온》의 등장인물이다. 페아노르의 일곱 아들 중 삼남으로 가운데땅에서 활동한 놀도르로 알려졌다.

## 개요
그는 다른 형제들과 마찬가지로 발리노르에서 태어나 모르고스에 의해 두 영생목이 죽기 전까지 평온한 삶을 살았다. 그러나 조부이자 놀도르 대왕 핀웨가 살해되고 실마릴이 약탈당하자 부친 페아노르의 맹세에 합세하여 제 1, 2차 동족살해와 나르고스론드 망명 중 선동과 루시엔 납치와 같은 죄를 지었다.

## 생애

### 발리노르에서의 삶
그는 뛰어난 자신의 부친 페아노르의 재주 중에 사냥꾼 자질을 물려받아 짐승과 의사소통이 가능한 능력 같은 신기한 능력을 지녔으며 발라 오로메에게 사랑을 받았고 사냥개 후안을 선물로 받았다. 모르고스의 만행이 일어나기 전까지 그의 행보는 많이 알려지지 않았다.

#### 제 1차 동족살해와 함선 강탈
페아노르가 핀웨 살해와 실마릴을 강탈한 모르고스에 대한 복수를 선언하며 그의 일곱 아들 모두 그 맹세에 가담했을 때 그 역시 부친의 의지에 따라 텔레리 학살과 알쿠아론데의 함선 강탈도 함께 했다.

### 가운데땅에서의 삶

#### 페아노르의 죽음과 영역 분할
모르고스는 발리노르를 탈출해 웅골리안트와 결별하고 가운데땅 북쪽의 앙그반드에서 세력을 키워 침입을 대비하고 있었다. 놀도르의 귀환을 확인하고 선공을 가했으나 대패하고 말았다. 전쟁에서 켈레고름의 공이 크다고 전해진다. 놀도르는 전쟁에서 승리했지만, 아직 모르고스는 건재했고 켈레고름의 지도자이자 부친 페아노르는 소수의 군세로 돌격하다 죽임을 당하면서 일곱 아들 중 하나였던 그는 도리아스의 싱골, 놀도르 대왕 핑골핀 등이 참여한 영역 분할에서 페아노리안의 영지로 확정된 벨레리안드 동쪽의 영지를 얻어 친동생 쿠루핀과 함께 다고르 브라골라크 이전까지 그 영지를 다스렸다. 적의 본진과 가까운 곳이었기에, 침략당하여 땅을 뺏겼고 사촌 형제 핀로드의 땅으로 망명하게 된다.

### 나르고스론드에서
베렌이라는 자가 핀로드를 만나서 도움을 청하자 선뜻 승낙하고 진심으로 돕고자 했다. 이것은 핀로드가 자신에게 맡겨진 사명을 알았기 때문이다. 그러나 켈레고름과 쿠루핀은 탐욕적인 마음으로 왕국을 지배할 목적에 백성들 사이에서 부친 페아노르가 했던 연설처럼 다시금 맹세의 언약을 언급한다. 결국 많은 요정들은 그들의 군주를 따르지 않고 소수만 베렌을 돕는 여정을 도왔다. 나르고스론드는 이제 페아노르의 두 아들에게 큰 영향을 받게 되었으나, 왕권은 오로드레스에게 넘겨졌고 명분으로나마 나라의 소유권은 그들로부터 지켜낸다.
모르고스로부터 실마릴 하나가 회수되고 핀로드가 그런 중대한 사건에 목숨을 바쳐 희생을 치뤘음을 백성들이 알아채자 두 형제는 죽는 것은 면하고 초라하게 추방당한다.

### 실마릴 회수를 위한 동족살해
니르나에스 아르노에디아드 이후 전황은 요정의 파멸로 치닫는 파국에 이른다. 마이드로스를 중심으로 페아노리안은 다시 동족살해의 죄를 저지르고 만다. 3개의 보석 중 하나라도 되찾고자하여 그런 만행을 실행하고 말았던 것이다. 이 동족살해 도중 켈레고름과 동생 쿠루핀은 전사한다. 정확한 사인은 알려지지 않았으나, 디오르 엘루킬에 의한 죽음과 도리아스 공략 중 죽음 두 가지 가능성이 높다.

## 기타
그는 페아노르의 일곱 아들 중에 사냥의 기질을 크게 물려받는다. 외모는 구체적으로 알려지지 않았고 주로 흑발, 금발로 추측된다.